# La hormiga y el oso hormiguero
La hormiga y el oso hormiguero (en inglés: The Ant and the Aardvark) es una serie estadounidense de 17 cortometrajes animados creada por Friz Freleng y distribuida por United Artists de 1969 a 1972.

## Trama
La caricatura sigue los intentos de un oso hormiguero azul (En realidad es un cerdo hormiguero) cuyo nombre jamás es mencionado (Voz de John Byner, personificando Jackie Mason) para atrapar y comer a una hormiga roja llamada Charlie (También Byner, personificando Dean Martin): suele hacerlo por inhalación con un sonido de aspiración fuerte. No tiene nombre, en el episodio Rough Brunch, afirma que su nombre es simplemente "Oso hormiguero". Charlie suele darle distintos nombres (Ol 'Sam Ol' Ben, Ol 'Blue, Claude, Pal, Buddy, Daddy-O).

## Apariciones

### La saga de la hormiga y el oso hormiguero

#### Caricaturas
Estas caricaturas que fueron dirigidas por Friz Freleng, Gerry Chiniquy, George Gordon, Art Davis y Hawley Pratt:
- The Ant and the Aardvark (episodio) (5 de marzo de 1969)
- Hasty But Tasty (6 de marzo de 1969)
- The Ant From Uncle (2 de abril de 1969)
- I've Got Ants in My Plans (14 de mayo de 1969)
- Technology, Phooey (25 de junio de 1969)
- Never Bug an Ant (12 de septiembre de 1969)
- Dune Bug (27 de octubre de 1969)
- Isle of Caprice (18 de diciembre de 1969)
- Scratch a Tiger (28 de enero de 1970)
- Odd Ant Out (28 de abril de 1970)
- Ants in the Pantry (10 de junio de 1970)
- Science Friction (28 de junio de 1970)
- Mumbo Jumbo (27 de septiembre de 1970)
- The Froze Nose Knows (18 de noviembre de 1970)
- Don't Hustle an Ant with Muscle (27 de diciembre de 1970)
- Rough Brunch (3 de enero de 1971)
- From Bed to Worse (16 de junio de 1971)

#### En la Pantera Rosa de 1993 al 1996
- Down on the Ant Farm (11 de septiembre de 1993)
- All for Pink and Pink for All (19 de octubre de 1994)
- The Heart of Pinkness (6 de octubre de 1995)
- No Pink is an Island (15 de noviembre de 1996)

#### En the Pink Panther and Pals de 2010 al 2011
- Zeus Juice (7 de marzo de 2010)
- Land of the Gi-Ants (14 de marzo de 2010)
- Party Animals (21 de marzo de 2010)
- Zoo Ruse (28 de marzo de 2010)
- I Didn't See That Coming (4 de abril de 2010)
- The Aardvark's New Moves (11 de abril de 2010)
- Dog Daze (18 de abril de 2010)
- Baby Makes Three (25 de abril de 2010)
- Find Your Own Ant (2 de mayo de 2010)
- Mitey Blue Instrumental (9 de mayo de 2010)
- Grampy's Visit (16 de mayo de 2010)
- Spaced Out (23 de mayo de 2010)
- One Small Step for Ant (30 de mayo de 2010)
- Aard Fu (6 de junio de 2010)
- Ant Arctic (13 de junio de 2010)
- Z is for Aardvark (20 de junio de 2010)
- Pick a Caardvark (27 de junio de 2010)
- One Too Many Chefs (4 de julio de 2010)
- Eli the Aardvark (12 de agosto de 2010)
- AardvARK (13 de agosto de 2010)
- If Wishes Were Ants (16 de agosto de 2010)
- Anti-Ant Trance (17 de agosto de 2010)
- Happy Hunting (18 de agosto de 2010)
- An Awful Aardvark (19 de agosto de 2010)
- Shutter Bugged (20 de agosto de 2010)
- Quitting Time (23 de agosto de 2010)

## Reparto
- Charlie - John Byner, Kel Mitchell
- El oso hormiguero - John Byner, Eddie Garvar

### Doblaje
- Charlie - Álvaro Carcaño, Salvador Najar y Irwin Daayán
- El oso hormiguero - Pedro D'Aguillón, Javier Rivero y César Soto

## Música
- Música de arranque.
- Arranque y cierre.
- Temas: 1; 2; 3; 4; 5; 6; 7.
  - Trompeta: Pete Candoli.
  - Trombón: Billy Byers.[5]
  - Piano: Jimmy Rowles.
  - Guitarra y banio: Tommy Tedesco.
  - Contrabajo: Ray Brown.
  - Batería: Shelly Manne.
  - Dirección: Doug Goodwin.

## Revivales
La popularidad de la serie ha dado lugar a al menos dos relanzamientos. 
El primer relanzamiento ofrecido a los personajes como parte de la encarnación 1993 de La Pantera Rosa. Los personajes se mantuvieron sin cambios, aunque a diferencia de la original de 1969-1971, que no aparecen en sus propios segmentos, sino que se incluyen en los segmentos que ofrecen la Pantera Rosa (ahora la voz de Matt Frewer). John Byner volvió a manifestar tanto a Charlie o al oso hormiguero.
El segundo relanzamiento se produjo en 2010 como parte de La Pandilla de la Pantera Rosa. En consonancia con el tema más joven (la pantera se presenta como una versión adolescente de sí mismo), Charlie (que nunca es mencionado como tal en toda la serie) es un joven adolescente, urbano expresado por Kel Mitchell más conocido por Kenan & Kel y de la película Good Burger. El oso hormiguero, sin embargo, se mantiene, (voz de Eddie Garvar sustituyendo a John Byner debido a su retiro).
En los videojuegos de la pantera rosa, La Hormiga y el Oso Hormiguero aparece como jugable en el videojuego Pink Panther Epic Adventure por iOS y Android en 2015.